# 西ヘルツェゴビナ県

西ヘルツェゴビナ県
Zapadno-hercegovački kanton
Zapadno-hercegovačka županija
Западно-херцеговачки кантон

西ヘルツェゴビナ県（にしヘルツェゴビナけん、ボスニア語:Zapadno-hercegovački kanton、クロアチア語:Zapadno-hercegovačka županija、セルビア語:Западно-херцеговачки кантон
）はボスニア・ヘルツェゴビナ共和国のエンティティであるボスニア・ヘルツェゴビナ連邦を構成する県。県都はシロキ・ブリイェグ。

## 地理と人口
西ヘルツェゴビナ県はボスニア・ヘルツェゴビナの南部、ヘルツェゴビナ地方に位置している。面積は1362平方キロメートル、人口は81,523人である。人口の大多数は民族的にはクロアチア人によって占められている。

## 基礎自治体
- グルデ、（Grude）
- シロキ・ブリイェグ、（Široki Brijeg） - 県都
- リュブシュキ、（Ljubuški）
- ポスシェ、（Posušje）

## シンボル
西ヘルツェゴビナ県の県旗と県章は、ボスニア・ヘルツェゴビナ紛争時のヘルツェグ＝ボスナ・クロアチア人共和国のものと同一である。また、現在のボスニア・ヘルツェゴビナ連邦の県である第十県も同じものを使用している。